# Казалуче
Казалуче (итал. Casaluce) — коммуна в Италии, располагается в регионе Кампания, в провинции Казерта.
Население составляет 9782 человека (на 2004 г.), плотность населения составляет 1062 чел./км². Занимает площадь 9 км². Почтовый индекс — 81030. Телефонный код — 081.
В коммуне особо почитаемы Икона Божией Матери из Казалуче (Madonna di Casaluce) и Снежная икона Божией Матери, празднование 15 октября, первое воскресение мая и 2 августа.